# Siracusa
|  | Per a altres significats, vegeu «Syracuse». |

Siracusa (en català medieval Saragossa o Saragossa de Sicília, en sicilià Sarausa) és una ciutat de l'illa de Sicília, a l'est de l'illa. Té 125.000 habitants i forma part de la regió de Sicília i de la província de Siracusa (de la qual és capital). Limita amb els municipis d'Avola, Canicattini Bagni, Floridia, Melilli, Noto, Palazzolo Acreide, Priolo Gargallo i Solarino.
Els seus habitants es denominen siracusans.

## Administració
| Període | Identitat        | Partit      |
| ------- | ---------------- | ----------- |
| 2008-   | Roberto Visentin | Centredreta |

## Història
Siracusa (Συρακοῦσαι) fou la ciutat grega més important de Sicília, a la costa oriental de l'illa entre Catana i el cap Pachynus.
Fou la segona colònia grega establerta a l'illa després de Naxos. Fou una colònia coríntia fundada per Arquies de Corint, fill d'Euàgetes, de la família dels baquíades, que s'havia hagut d'expatriar. La fundació fou l'any 734 aC i es va iniciar a l'illa d'Ortígia (Ortygia). La ciutat fou consagrada a Diana (un dels seus sobrenoms era Ortígia) i va agafar el nom d'una llacuna o maresma que es deia Syraco (nom indígena), a la rodalia.
Aviat va adquirir prosperitat i va fundar colònies: Acres (Acrae) el 664 aC, Casmenes (Casmenae) el 644 aC, i Camarina el 599 aC. Aquesta darrera, la que agafava més volada, fou destruïda només 46 anys després de la seva fundació.

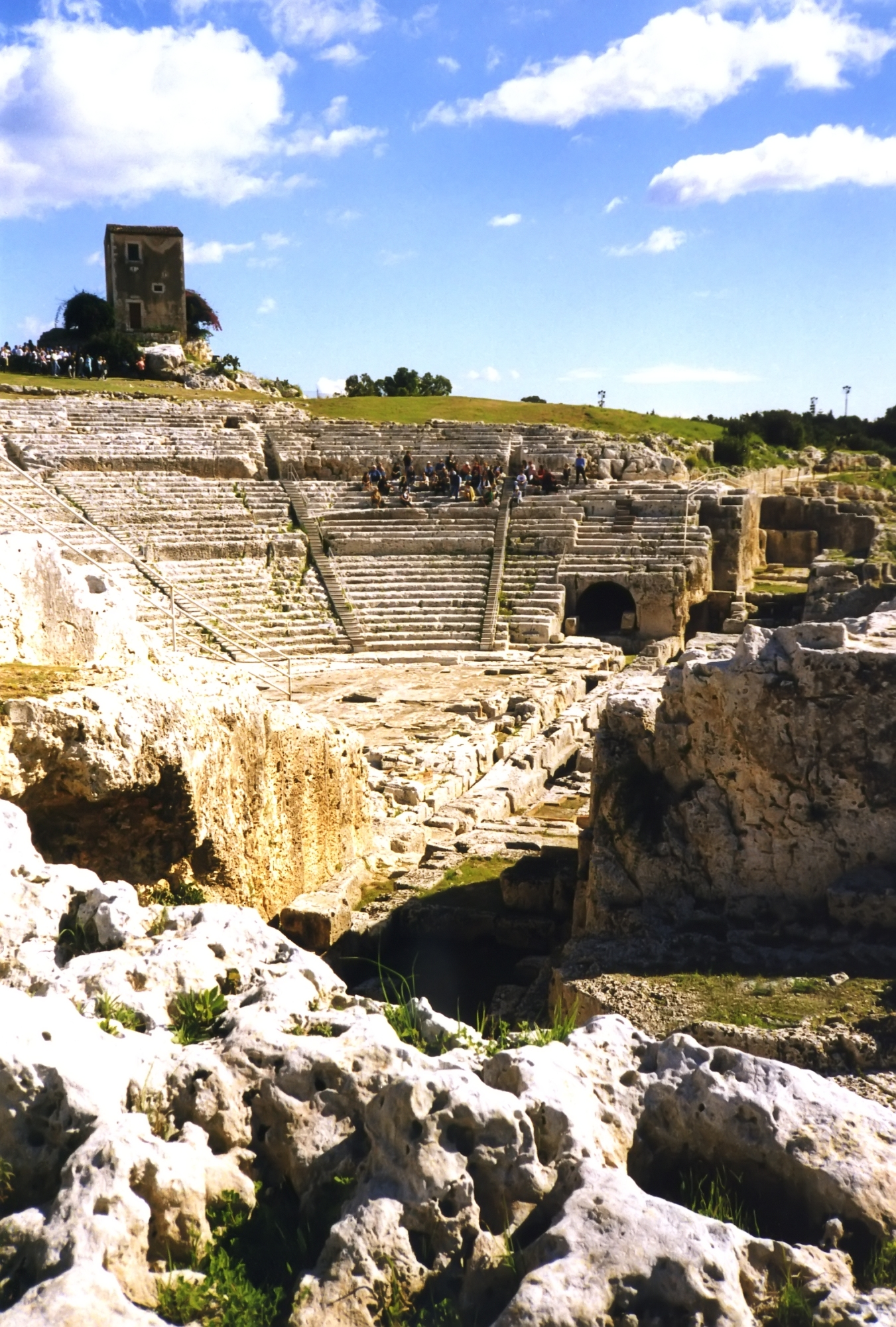
Teatre grec de Siracusa.

Tucídides diu que el 648 aC fou expulsat de la ciutat un grup conegut com els milètides (myletidae) que es van exiliar i van fundar Hímera. També Aristòtil parla de disputes internes però no es pot establir a quina època pertanyen. Al segle vi aC governava l'oligarquia dirigida pels gamori o geomori, suposats descendents dels colons originals. Van conservar el poder fins al 486 aC quan va esclatar una revolta democràtica i els gamori es van retirar a Casmenes. La revolta va portar després una nova revolta; el tirà de Gela Hipòcrates va derrotar els siracusans en una gran batalla al riu Heloros, i potser va ocupar la ciutat però per intervenció de Corint i de Còrcira es va establir una pau equitativa. Geló de Gela va abraçar el partit dels exiliats i conjuntament amb ells va ocupar Siracusa i va restablir el govern dels gamori, però Geló era l'amo autèntic i aviat fou reconegut com a tirà de Siracusa (485 aC).
No fou però Siracusa la que es va sotmetre a Gela sinó que Geló va establir la seva capital a Siracusa i hi va dedicar les seves energies, descuidant Gela. La meitat dels ciutadans de Gela i tots els de Camarina foren traslladats a Siracusa i en van rebre la ciutadania. Després va ocupar la ciutat de Megara Hiblea i la ciutat d'Eubea i va traslladar tots els ciutadans importants d'aquestes ciutats a Siracusa. Així aquesta va esdevenir la primera ciutat de Sicília, que abans era Gela. La ciutat es va engrandir cap a Acradina (anomenada ciutat exterior) mentre Ortígia era anomenada ciutat interior o l'illa.
Sota Geló I (485-478 aC) i el seu successor Hieró I (478-467 aC) la ciutat no va parar de prosperar. Després d'Hieró el seu germà Trasibul fou enderrocat per una revolta popular (465 aC) que va establir el govern republicà democràtic. Les lluites entre els antics ciutadans i els nous portats per Geló foren a l'ordre del dia fins que els nous ciutadans es van retirar a Messana. En aquesta època republicana Siracusa va assolir la màxima riquesa.

### Guerra del Peloponès
El 415 aC es va produir l'expedició atenenca a l'illa. La tardor del 415 aC els atenencs van atacar Siracusa i van obtenir una victòria al gran port però després Nícies no va reprendre l'avanç i es va retirar a passar l'hivern a Catana; la primavera següent (414 aC) els atenencs van desembarcar a Leon, al nord de la ciutat, on van establir la seva base; les forces de terra van avançar i van ocupar Epípoles (Epipolae) i van seguir cap a Labdalum on es va establir una guarnició; van seguir cap a Syce (Συκῆ) i van començar el setge. Les muralles defensives establertes pels siracusans foren destruïdes pels atenencs; la flota atenenca es va establir al gran port, però l'espartà Gilip, amb les forces lacedemònies que venien en ajut de la ciutat van poder entrar a Siracusa abans que els atenencs poguessin completar el setge. Glippos va sorprendre a la flota atenenca a Labdalum i va tallar les comunicacions entre els assetjadors i la flota. Nícies va veure que no podria prendre la ciutat i va demanar reforços; els espartans van recuperar algunes de les fortaleses erigides pels atenencs i van aconseguir que la flota atenenca al gran port no pogués ser abastida. La flota del gran port fou atacada i els atenencs haguessin estat rebutjats si no haguessin arribat Demòstenes i Eurimedó d'Atenes amb una flota de reforç. Demòstenes va intentar recuperar posicions clau (a Epipolae) però ja havien estat reforçades per Glippos; l'atac de Demòstenes va aconseguir conquerir el fort de Euríel però fou rebutjat als altres fronts amb fortes pèrdues. Demòstenes va considerar el fracàs com a definitiu i va decidir abandonar el setge però Nícies en va imposar la continuació. Finalment quan es va decidir la retirada s'havia perdut molt de temps i els siracusans ja havien passat a l'ofensiva i ara estaven fent moviment per envoltar als atenencs; la flota atenenca al gran port fou atacada i parcialment destruïda; un intent de contraatac atenenc va fracassar i la flota atenenca va ser pràcticament destruïda. Ja només quedava una ràpida retirada abandonant totes les posicions. L'exèrcit atenenc es va retirar a la vall de l'Anapos, però quan va arribar al pas de la roca Acrea, es van trobar amb un contingent siracusà ben fortificat allí que els va impedir seguir. Llavors els atenencs es van dirigir cap a l'Heloros i després de forçar el pas pels rius Cacyparis i Erineos, on van tenir moltes baixes, van arribar al Asinaros on van haver de deposar les armes davant els siracusans. Set mil atenencs foren fets presoners. Els siracusans van erigir al riu un trofeu commemorant la victòria, i es va establir un festival anomenat Asinària.
Pocs anys després van aparèixer els cartaginesos que venien en ajut de Segesta atacada per Selinunt. Selinunt i Hímera foren destruïdes (410 aC) i en una segona expedició ho fou Agrigent (406 aC). Els cartaginesos esperaven ara fer-se els amos de tota l'illa. Un jove de Siracusa, Dionisi o Dionís, després anomenat el vell, va aprofitar l'alarma i es va fer amb la tirania (405 aC). Dionís va governar 38 anys (405-367 aC). Sota Dionís, l'illa Ortígia es va convertir en una gran fortalesa, dins la qual hi havia una acròpoli a l'interior de la zona coneguda per Pentàpila, on va establir la seva residència. A la guerra del 397 aC contra els cartaginesos el tirà siracusà va arribar fins a la part oest de l'illa però després es va haver de retirar darrere les muralles de la seva ciutat. El general Himilcó es va apoderar del port i dels suburbis i va assolar la rodalia de la ciutat. Els cartaginesos es van haver de retirar de Siracusa a causa d'una epidèmia de pesta i van tenir moltes baixes i tot seguit Dionisi va atacar els assetjants, va destruir bona part de la seva flota i van obligar Himilcó a la retirada amb un tractat secret que li permetia la retirada en seguretat però havia de deixar abandonats els mercenaris i els aliats.
A Dionisi el vell el va seguir el seu fill Dionisi el jove (367-357 aC). Quan els siracusans es van revoltar i van obrir les portes a Dion, Dionisi va romandre en poder de Ortígia. Dion va haver de bloquejar la fortalesa (357-356 aC). Apol·lòcrates, fill de Dionisi, es va haver de rendir al cap d'un any per manca de menjar.
Contra el que s'esperava, Dion no va restablir la democràcia. Dion fou apartat del poder pel seu oficial Cal·lip de Siracusa (354-352 aC) i el van seguir Hiparí o Hipparinos i Areteos (352-350 aC) i Niseu (350-346 aC), tots establerts a Ortígia. El 347 aC la ciutat va acollir a Dionisi el jove però llavors a la ciutat va prendre el poder Hicetes I amb el suport de la flota cartaginesa, que va assetjar Ortígia. El 344 aC la ciutat va acollir a l'exiliat Timoleon que amb poc més d'un miler d'exiliats havia començat una revolució democràtica. Dionisi li va entregar Ortígia, però va deixar Neon com a governador a la ciutadella, i aquest en una sortida inesperada es va fer amo de part de la ciutat. Timoleon va passar al contraatac i va recuperar la ciutat i després la fortalesa, que va demolir i al seu lloc va construir el palau de justícia.
Timoleon va portar nous colons de Corint i altres llocs, va restaurar la democràcia i la forma republicana, va restablir les lleis de Diodes (establertes després del 413 aC) i es va establir una magistratura anyal honorifica sota el nom d'"Amfipolos del Jove olímpic" (que donava nom a l'any com els arconts d'Atenes)
Després del restabliment de la llibertat la prosperitat va tornar a la ciutat. El 317 aC va prendre el poder el dèspota Agàtocles que va governar fins al 289 aC. Agàtocles va fer nombroses obres i va construir edificis a Siracusa. Durant la seva absència quan va anar a lluitar a l'Àfrica (310-307 aC) el cartaginès Amílcar va atacar la ciutat però no va aconseguir res i finalment fou fet presoner en un atac nocturn i executat.
A la mort del tirà es va restablir la república però aviat va caure en mans d'Hicetes II i després de caps militars: Toinon (280 aC), Sosístratos (280-277 aC) i Pirros de l'Epir (277-275 aC). A la sortida del darrer de l'illa, el poder fou confiar a Hieró II fill d'Hieròcles, primer com a general i autocrator i més tard com a rei (270 aC). Va governar fins al 215 aC en bona part amb el seu fill Geló II com associat al govern. Fou un govern moderat i poc repressiu, i en general pacífic.

### Primera guerra púnica
Era primer aliat a Cartago, però després de les primeres derrotes el 263 aC va fer aliança amb Roma i va romandre fidel a aquesta aliança.
Després de la batalla d'Egusa el 241 aC on Gai Lutaci Catul va derrotar els cartaginesos, Roma va establir la superioritat naval al mediterrani occidental, Cartago va buscar la pau i Roma va reconèixer Hieró II com a rei de Siracusa amb les dependències d'Acrae, Helorus, Netum, Megara Hiblaea, Leontini i l'enclavament de Tauromenium, mentre la resta de l'illa es convertia en la Província romana de Sicília.

### Protecció de Roma
La pau del seu regnat va retornar la prosperitat. La seva legislació (Lex Hieronica) es va estendre més tard a tota Sicília i va ser reconeguda pels romans. A la seva mort el 215 aC, com que el seu fill Geló II havia mort una mica abans, el va succeir el seu net Hierònimos que es va declarar favorable a Cartago. Hierònimos fou assassinat el 214 aC però els seus successors, els generals Adranòdoros (214-212 aC), Hipòcrates (213-212 aC) i Epícides (213-212 aC) continuaven essent partidaris de Cartago.

### Segona guerra púnica
Durant la Segona Guerra Púnica, el 214 aC Marc Claudi Marcel es va presentar davant la ciutat amb l'exèrcit romà, i se li van tancar les portes. Marcel va iniciar el setge. La flota romana garantia a Marcel el domini del mar, però els atacs per terra no tenien gaire èxit. Arquimedes, un inventor de la ciutat, va provar nombrosos aparells de defensa, com el foc grec, que van destruir part de la flota romana, i van rebutjar els atacs per terra. Marcel va haver d'abandonar el setge i establir el bloqueig. El 213 aC els cartaginesos van poder trencar el bloqueig de la ciutat per mar i portar subministraments. A la primavera del 212 aC un accident fortuït va permetre als romans escalar les muralles de nit al lloc anomenat Portus Trogiliorum i va poder dominar una zona de la rodalia incloent-hi els barris de Tica i Neàpolis, però el fort de Eurilaos encara defensava bé la ciutat fins que finalment el comandant de la guarnició, Filòdemos, es va rendir. Així el bloqueig es va fer més dur. Els cartaginesos van fer un esforç per aixecar el setge i un exèrcit dirigit per Himilcó i Hipòcrates va atacar els romans, mentre una flota dirigida per Bomilcar ocupava el gran port mentre Epícides feia una sortida contra les línies de Marcel. Però els atacs foren finalment rebutjats arreu. Hipòcrates i Himilcó van morir a causa d'una epidèmia de pesta i també bona part de les tropes cartagineses i siracusanes. Bomilcar va deixar el port, oficialment per anar a buscar reforços a Cartago, i no hi va tornar. Epícides es va retirar a Agrigent i va deixar la ciutat sota el comandament del cap dels mercenaris, Mericus, un hispà que ràpidament es va rendir a Marcel. Ja només resistia Ortígia. Els romans van ocupar la ciutat i Marcel la va donar al saqueig dels seus homes excepte les riqueses que interessaven als romans. Arquimedes va morir accidentalment. Ortígia es va rendir.

### Incorporació a la República romana
Siracusa fou incorporada a la província romana de Sicília i va quedar com a municipi ordinari. Fou la residència habituals dels pretors de Sicília i d'un dels dos questors. Ciceró l'esmenta com "la més gran de les ciutats gregues i la més bella de totes les ciutats". Les exaccions de Verres (73-70 aC) i les de Sext Pompeu (39-36 aC) van donar un cop a la seva prosperitat i August hi va enviar una colònia (21 aC).
A la caiguda de l'imperi va passar aviat als ostrogots amb la resta de l'illa fins que Belisari la va recuperar el 535, i va romandre en mans romanes d'Orient (Constant II fins i tot va fixar-hi la seva residència el 663) fins al segle ix quan va passar a mans dels àrabs. Excepte Tauromenium, Siracusa fou la darrera ciutat en ser ocupada pels àrabs, que hi van entrar el 878 després d'un setge de 9 mesos. Els habitants foren assassinats, les fortificacions destruïdes i la ciutat incendiada. Llavors només estava habitada l'illa d'Ortígia unida a terra ferma per un istme. Els àrabs la van anomenar Sirakusa. El primer intent àrab l'havia fet el 827 Asab ibn al-Furat enviat per l'emir aglàbida, que procedent de la vall del Mazara es va presentar a la ciutat hi va fer un pacte pel qual pagaria la djizya; però quan va veure que la ciutat es preparava per resistir la va assetjar i va ocupar els barris exteriors, però els assetjats van rebre ajuda per mar de Venècia i quan Asad va morir d'una epidèmia (828) el nou comandant Muhammad ibn Abi l-Djawari va decidir retirar-se per mar; però bloquejat pels siracusans va haver de marxar per terra patint fortes pèrdues. Altres expedicions van tenir lloc el 862, 865/866 i 866/867. Khafadja ibn Sufyan ibn Sawadan va intentar assetjar la ciutat el 869 i fou atacada novament el 872/873; el 877 el governador Djafar ibn Muhammad va devastar l'entorn i la va assetjar durant 30 dies; afamats els habitants i sense rebre ajut, i a més delmats per una epidèmia, estaven disposats a rendir-se quan el cap musulmà es va retirar. Van retornar a la primavera següent i finalment hi van entrar el 21 de maig del 878; els cristians combatents foren massacrats i la resta venuts com esclaus a Palerm; el botí fou enorme; el 885 l'emperador romà d'Orient va poder rescatar als captius. Sota domini àrab fou la capital del districte de la Vall de Noto, un dels tres districtes de l'illa. El 1038 els romans d'Orient la van reconquerir sota el patrici Jordi Maniaces (que va enviar les relíquies de Santa Llúcia a Constantinoble i que hi va construir el Castello Maniace, que encara existeix) però la van perdre el 1043, i el 1060 Robert Guiscard el normand va començar la conquesta de Sicília pel seu compte. Els darrers anys de domini àrab Siracusa estava en mans del cadi Ibn ath-Thumna, senyor també de Catania, i rival del senyor de Castrogiovanni (Enna) que fou qui va cridar en ajut als normands. La resistència final va ser obra de Benavert; Siracusa fou ocupada pels normands després d'una batalla naval a Siracusa entre el comte Roger d'Hauteville i Benavert (1086).
Siracusa va esdevenir un comtat que fou concedit a Jordà, fill de Roger. Els àrabs van poder seguir vivint a Siracusa i a tota l'illa. El 1093 Tancred va succeir al seu cosí Jordà, i a la seva mort (posterior al 1104) Sicília va passar a la corona.
La resta de la seva història la ciutat va seguir els destins de Sicília. Localment fou devastada per una sèrie de terratrèmols al segle xii, i per una ràtzia dels musulmans d'Ifríqiya. La població fou hostil als Hohenstaufen i es va voler revoltar. Frederic I de Sicía (Frederic II emperador), encara un nen, va pujar al tron el 1197, i a la mort de la seva mare Constança la regència fou atribuïda al Papa Innocenci III. Els conflictes locals van tenir com a inspiradors a pisans i genovesos que es van repartir el domini de la ciutat. Quan Frederic fou major d'edat va agregar Siracusa als béns de la corona i va donar el govern a Gualdo Tornabene.

## Tirans de Siracusa
- Geló I 491-478 aC
- Hieró I 478-466 aC
- Trasibul de Siracusa 466-465 aC
- República 465-405 aC
- Dionís el vell (Dionís I)405-367 aC
- Dionís el jove (Dionís II) 367-356 aC
- Apol·lòcrates 356 aC
- Dió de Siracusa 356-355 aC
- Cal·lip 355-352 aC
- Hiparí 352-350 aC
- Areteos 352-350 aC
- Niseu 350-346 aC
- Dionís II el jove (segona vegada) 347-344 aC
- Hicetes I 346-344 aC
- Neó 344 aC
- Timoleó 344-337 aC
- República 340-317 aC
- Agàtocles 317-289 aC
- República 289 aC
- Hicetes II 289-280 aC
- Toinó 280 aC
- Sosístrat 280-277 aC
- Intervenció de Pirros de l'Epir 277-275 aC
- Hieró II 275-215 aC (270 aC rei)
- Geló II 240-216 aC (junt amb Hieró I)
- Jerònim de Siracusa 215-214 aC
- Andranòdor de Siracusa 214 aC (va conservar un temps la ciutadella)
- Sosis de Siracusa, 214-213 aC (junt amb Teodot)
- Teodot de Siracusa 214-213 aC (junt amb Sosis)
- Hipòcrates de Siracusa 213-212 aC (junt amb Epícides)
- Epícides de Siracusa 213-212 aC (junt amb Hipòcrates)
- Mericus 212 aC
- A Roma 212 aC

## Personatges il·lustres
- Arquimedes
- Llúcia de Siracusa
- Papa Esteve III
- Vincenzo Mirabella
- Salvatore Corallo, president regional el 1961.
- Vincenzo Moscuzza (1827-1896), compositor musical.
- Elio Vittorini (1908-1966), escriptor i polític.
- Francesco Adorno (1921-2010), historiador de la filosofia.

## Galeria d'imatges

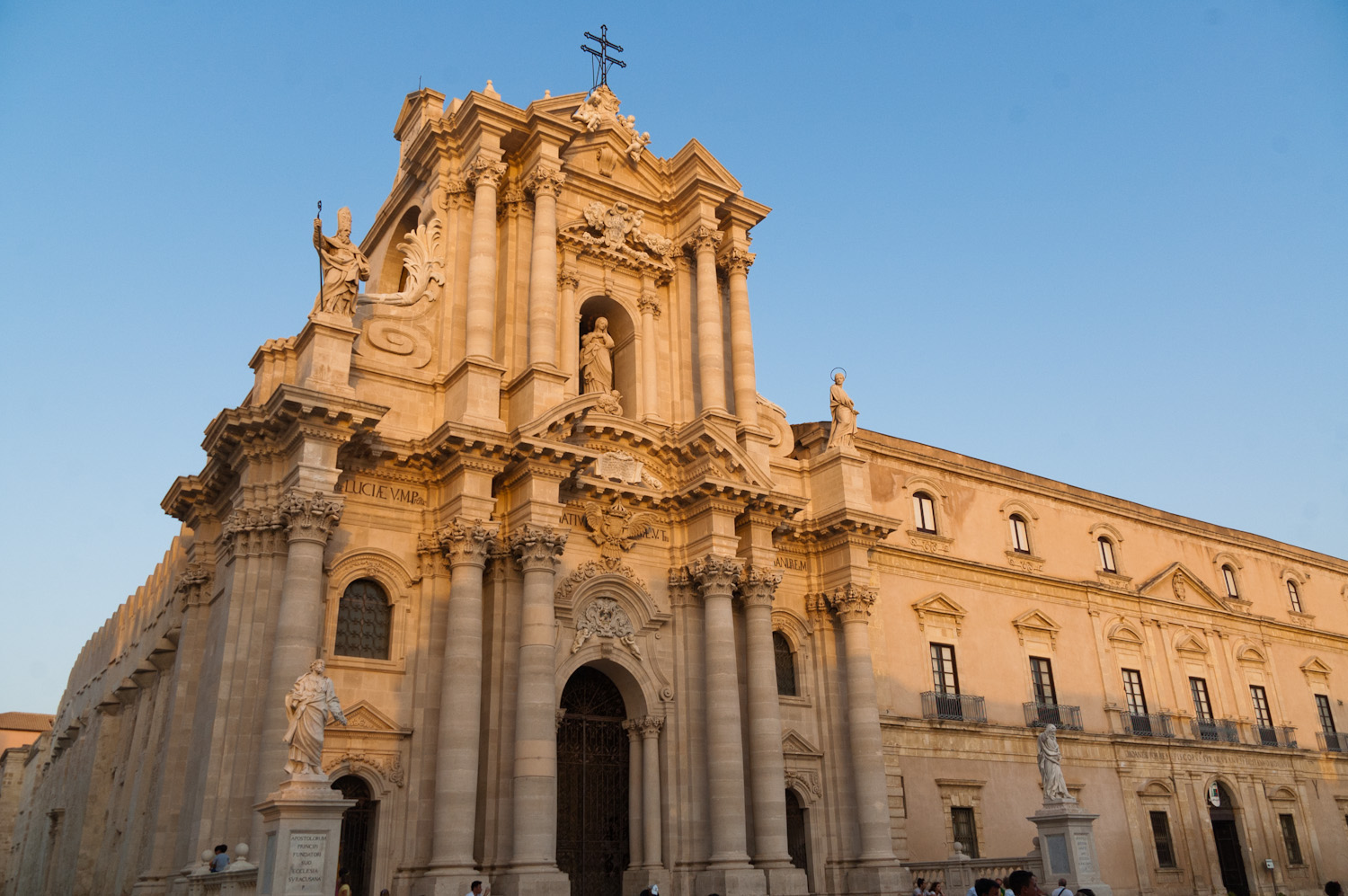
El Duomo
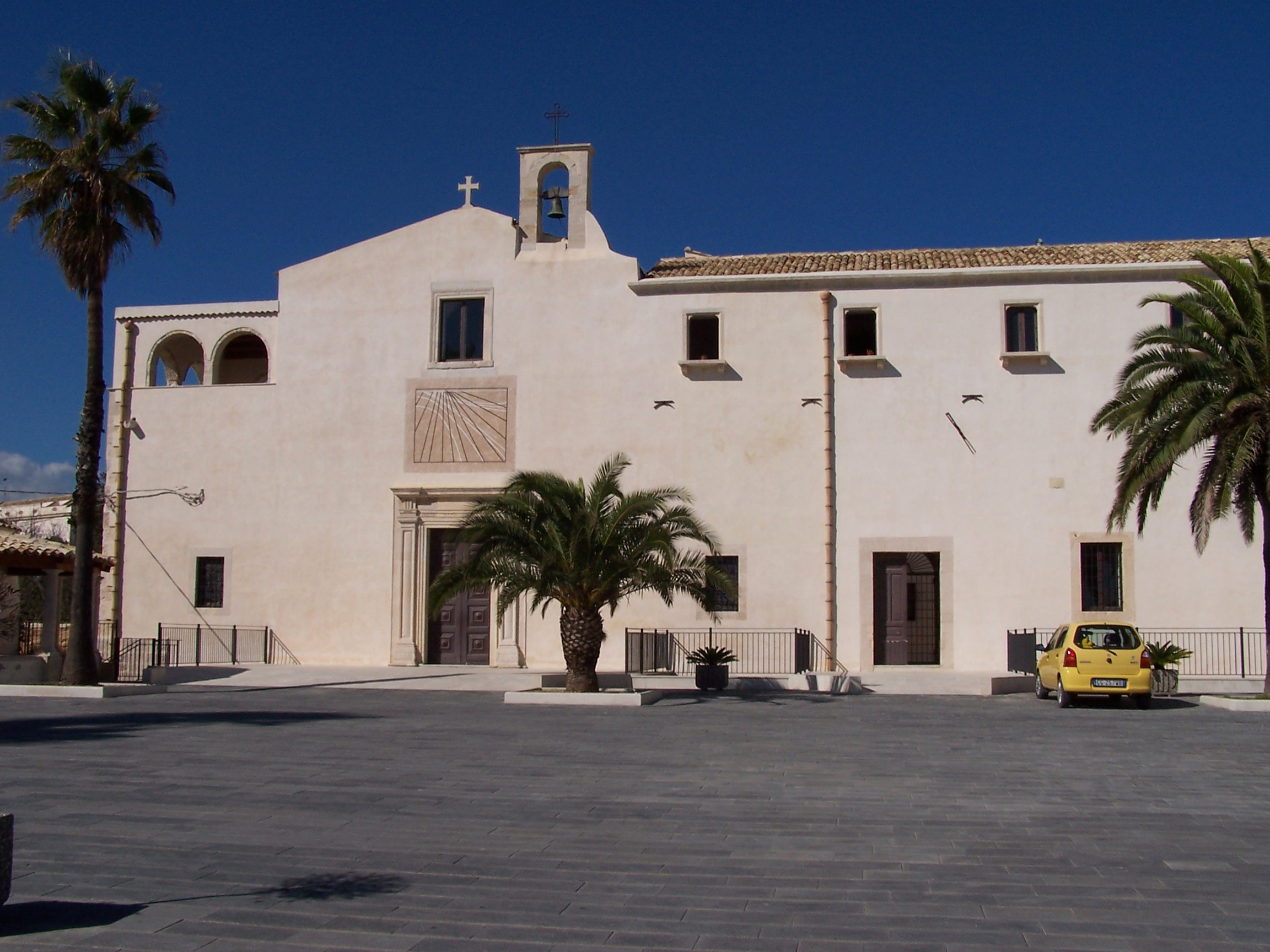
Convent i església dels Caputxins
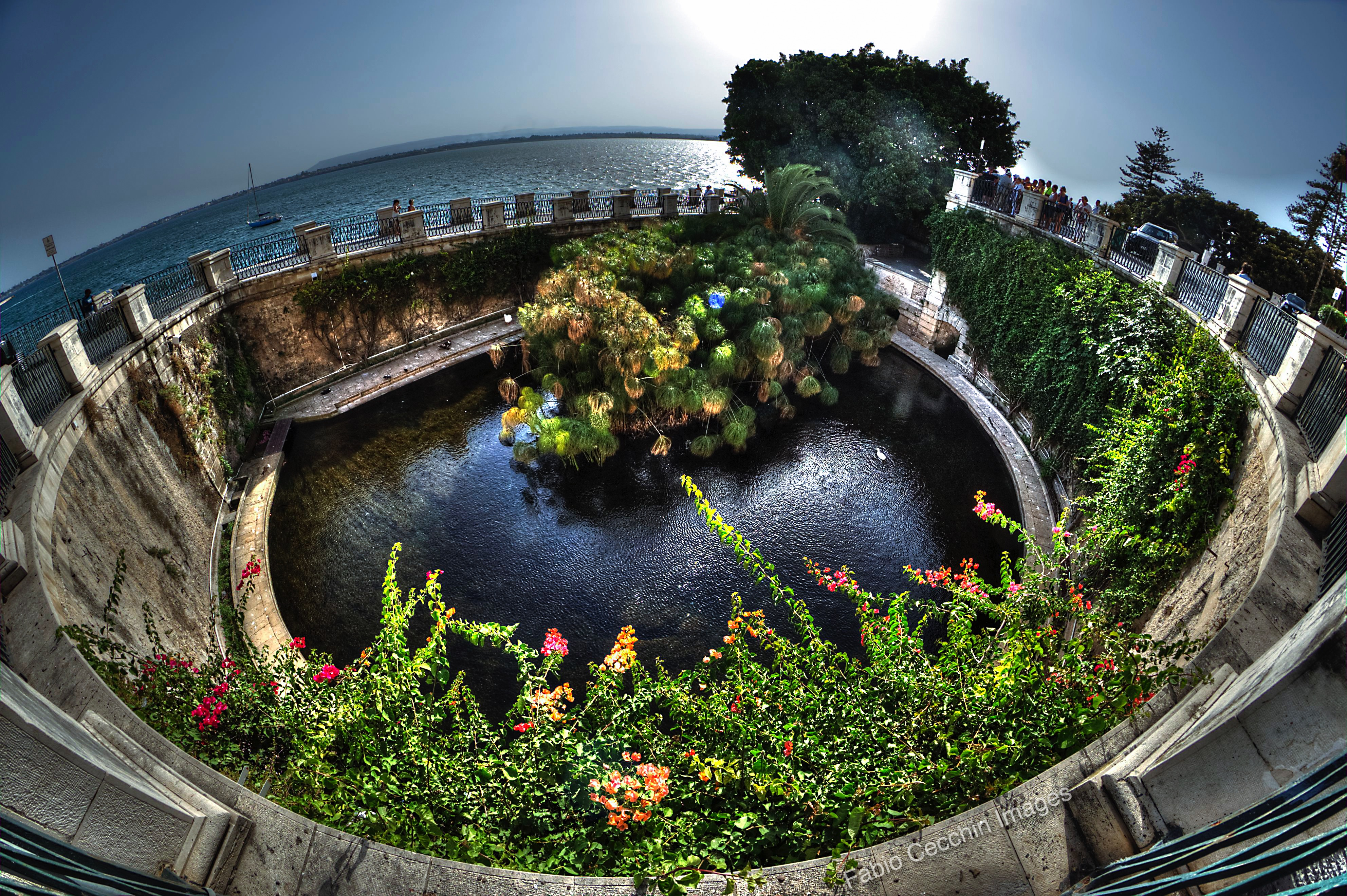
Font d'Aretusa
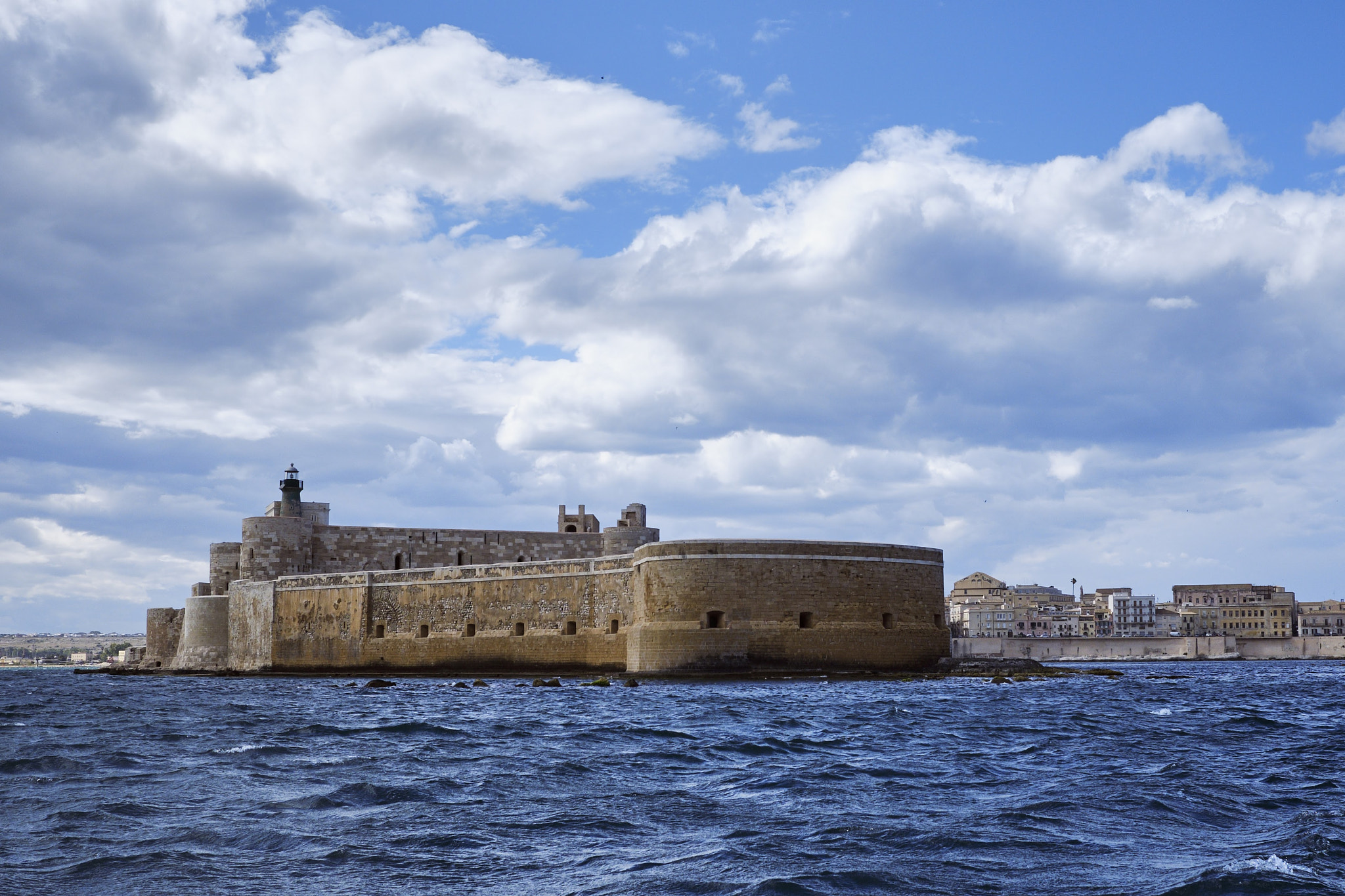
El Castello Maniace
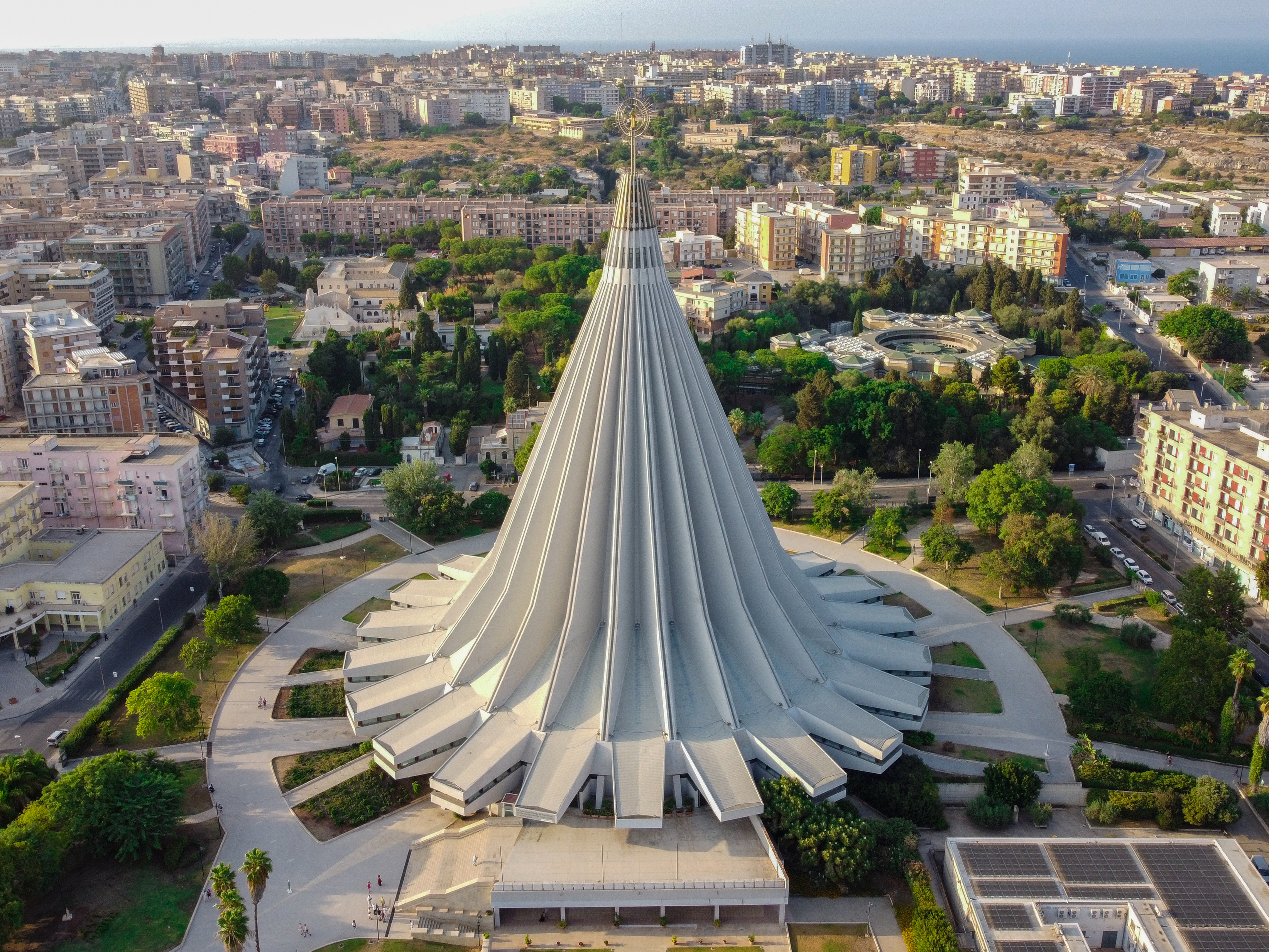
La basílica santuari Madonna delle Lacrime